# كورياكسكي

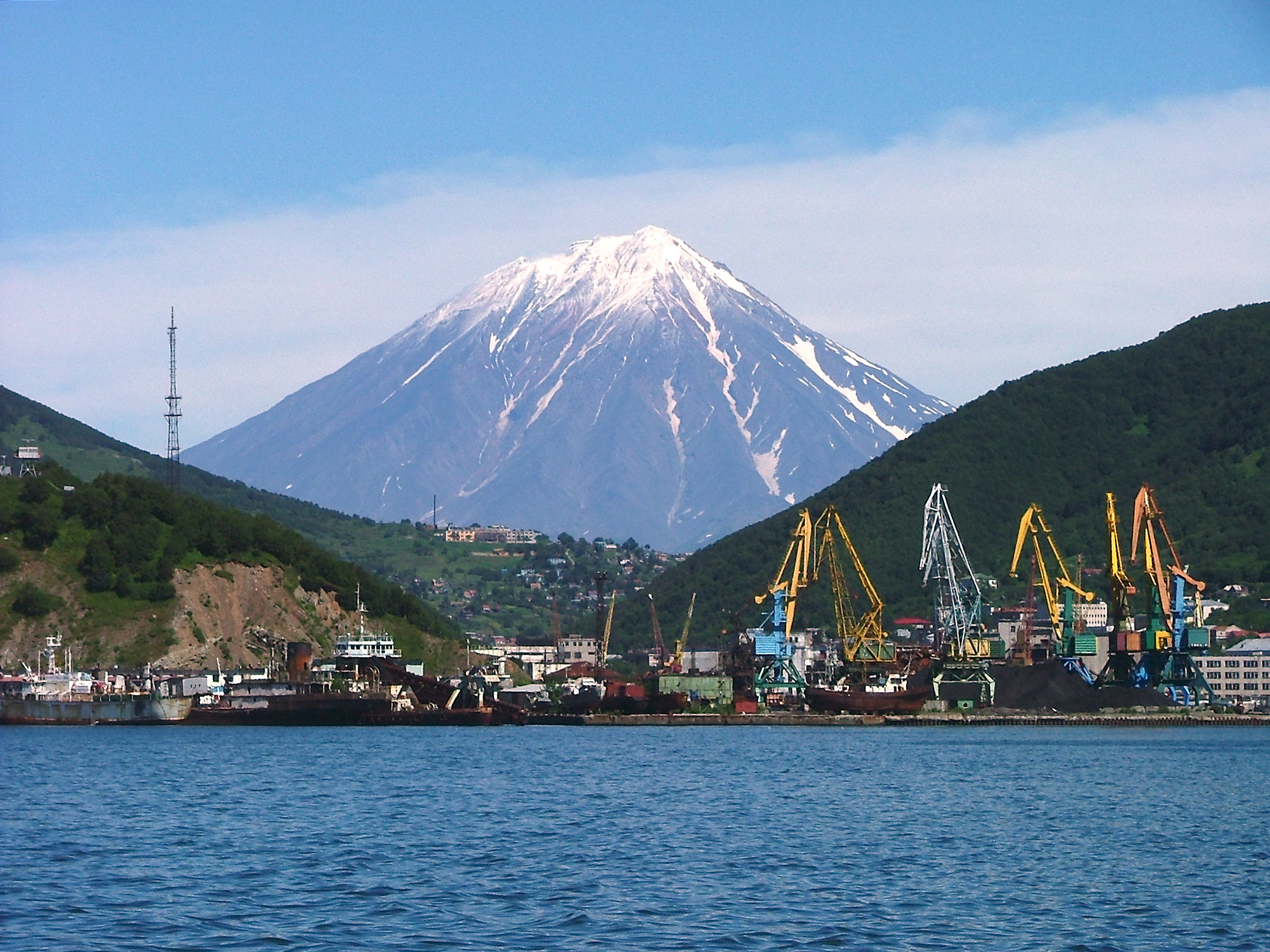
بركان كورياكسكى

كورياكسكى أو كورياكسكايا سوبكا (بالروسية:Коря́кская со́пка) هو بركان نشط في شبه جزيرة كامشاتكا في أقصى شرق روسيا,يقع علي مرمي بصر من مركزكامتشاتكا كراي الإداري.

## التارخ الجيولوجي
يقع كورياكسكي في منطقة الحزام الناري في موقع حيت تنزلق صفيحة المحيط الهادي تحت صفيحة أوراسية حوالي 80 مم في السنة.
كان البركان علي الأرجح نشط لعشرات ألاف السنين، وتشير السجلات الجيولوجية بأن كان هناك ثلاث ثورات كبري في 10,000 سنة الماضية، في 55,00 ق.م,1950 ق.م,1550 ق.م

## النشاط الحالي
ثار كورياكسكي لأول مرة في التاريخ المسجل عام 1890
في عام 2008 ثار كورياكسكي وقذف 20,000 قدم من سحب الرماد، أول ثوران كبير منذ 3,500 عام.